# Conti d'Autun
La storica contea d'Autun, oggi, si trova situata nel dipartimento della Saona e Loira nella regione di Borgogna-Franca Contea. 

## Contea d'Autun
La contea di Autun fu contea feudale del Regno dei Franchi e successivamente del Regno di Francia di cui si parla già prima di Carlo Magno (fine VII secolo) fino al 960 quando fu unita al ducato di Borgogna.

Verso la metà dell'VIII secolo, compare un conte di Autun, Teodorico I seguito dai figli, tra cui Teodorico II, e poi dai nipoti, tra cui Teodorico III. Nell'830, alla morte di Teodorico III, la contea fu contesa tra Oddone d'Orléans, e il fratellastro di Teodorico III, Bernardo di Settimania. Oddone morì nell'834 e la contea fu data a Bernardo di Settimania. Privato Bernardo dei suoi onori, la contea, nell'844, fu assegnata al rivale di Bernardo, Guerino di Provenza, che la passò a suo figlio Isembardo. 

A Isembardo, nell'858, succedette Unifredo I di Tolosa, marchese di Settimania. Deposto Unifredo, nell'864, la contea d'Autun fu assegnata a Bernardo detto Piede di Velluto, allora conte d'Alvernia che dopo poche settimane si ribellò e fu deposto. La contea fu data allora a Roberto il Forte, Conte di Nevers, che la tenne fino all'865, e morì l'anno successivo quando Bernardo detto Piede di Velluto si era già riconciliato con il re, che gli aveva restituito la contea d'Autun. Nell'876, la contea passò a Bernardo di Gotia, approfittando di una riorganizzazione dell'amministrazione, in cui Bernardo detto Piede di Velluto era stato imprigionato dal re di Franconia, Sassonia e della Lotaringia orientale (dall'880, tutta la Lotaringia) Ludovico III il Giovane. Nell'878, quando Bernardo di Gotia si ribellò, fu privato di tutti i suoi onori e la contea di Autun fu assegnata al regio cameriere Teodorico IV. Nell'879 Bosone I di Provenza prese il potere nella regione e fu proclamato conte, ma cedette la contea a suo fratello Riccardo di Borgogna, che la passò a suo figlio Rodolfo di Francia, e poi, all'altro figlio, Ugo il Nero di Borgogna; nel 952 passò al genero di Riccardo (sposato con Ermengarda) Gilberto, duca di Borgogna che alla sua morte nel 956 lo lasciò, sotto la tutela di Ugo il Grande, alla figlia Liutgarda, che sposò, nel 960, il figlio di Ugo il Grande, Oddone di Borgogna, che riunì la contea alla casa ducale di Borgogna.
Elenco dei conti d'Autun:

## Conti sotto i Carolingi
Lista incompleta di conti di Autun:

Stemma di Autun

- Gerardo, citato come conte d'Autun, senza specificare le date, e padre del conte di Poitiers Abbone[2] (secolo VIII – dopo l'811)
- Teodorico I (dal 742[3] al 793[4])
- Teodoen (o Teudoin) (793 - 796)[5][6]
- Childebrando III (796 - 815[7]) (n.770 † 827/836)[8]
- Teodorico II (815 - 821[9])[3][6]
- Teodorico III (821 - 830[10])
- Bernardo di Settimania (830 - 837[11])
- Guerino di Provenza (dal 837 al 853) ( † 853)[12]
- Isembardo di Barcellona (dal 853 al 858)[6]  ( † 881)
- Unifredo I di Tolosa (dal 858 al 863)  ( † 876)
- Bernardo III (dal 863 al 864) (n.841 † 886)[6]
- Roberto il Forte (dal 864 al 865)[13]
- Bernardo III (dal 865 al 868) (n.841 † 886)
- Bernardo II il Vitello (dal 868 al 872)[6]
- Bernardo III (dal 872 al 873) (n.841 † 886)
- Eccardo (dal 873 al 877[14])[6]
- Bernardo IV (dal 877 al 878) († 879)[15]
- Teodorico IV (dal 878 al 879) [16]
- Bosone I di Provenza (dal 879 al 880) († 921)[17]
- Riccardo di Borgogna (dal 880 al 921) († 921)[18]

La contea di Autun fu annessa al ducato di Borgogna